# 동패중학교
동패중학교(東牌中學校)는 대한민국 경기도 파주시 동패동에 있는 공립 중학교이다.

## 학교 연혁
- 2008년 2월 1일 : 동패중학교 설립 조례 공표(36학급)
- 2010년 3월 1일 : 동패중학교 초대 신태상 교장 취임
- 2010년 3월 1일 : 동패중학교 개교(1학년 3학급)
- 2010년 3월 2일 : 2,3학년 학급 편성
- 2010년 3월 5일 : 제1회 입학식(92명)
- 2010년 9월 1일 : 혁신학교 운영교 지정
- 2011년 2월 10일 : 제1회 졸업식(10명)
- 2011년 3월 1일 : 예술중점 교육과정 운영교 지정
- 2011년 11월 1일 : 과목중점형 교과교실제 운영교 지정
- 2013년 3월 1일 : 혁신학교 거점학교 운영교 지정
- 2014년 9월 1일 : 혁신학교 운영교 재지정
- 2021년 3월 1일 : 제5대 김의수 교장 취임
- 2024년 1월 8일 : 제14회 졸업식(386명)

## 참고 자료
- 동패중학교 - 한국교육학술정보원 학교알리미